# Induktionslampe
Eine Induktionslampe ist eine besondere Leuchtstofflampe oder auch Leuchtröhre, die die Energie elektromagnetisch einkoppelt und deren Gasgefäß daher keine Elektroden besitzt.

## Technik

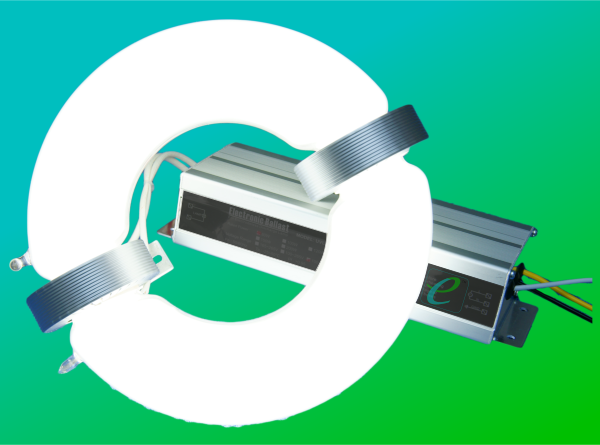
Induktionslampe mit kreisringförmigem Glasrohr, an 2
diametral liegenden Stellen verjüngt, hier Ringspulen, Betriebsgerät

Induktionslampen unterscheiden sich im Aufbau grundlegend von konventionellen Leuchtstofflampen. Während bei Leuchtstofflampen Elektroden ins Innere eines gasgefüllten Glasrohres ragen und die hohe elektrische Spannung zwischen ihnen zu einer Ionisation des Gases führt, kommen bei Induktionslampen keine spannungsführenden Teile mit der Gasfüllung in Berührung. Die Energie wird nach dem elektromagnetischen Induktionsprinzip auf die Gasfüllung übertragen.
Die Niederdruck-Gasentladung im Inneren wird nicht wie bei konventionellen Leuchtstoffröhren über Elektroden gespeist, sondern durch induktive Kopplung aufrechterhalten. Das Entladungsgefäß bildet hierzu die Sekundärwicklung eines Transformators. Die Wicklungen dieser Anregungsspulen werden mit einem speziellen Vorschaltgerät (besser Betriebsgerät) mit einer hochfrequenten Wechselspannung gespeist, die dieses aus der Netzspannung oder auch aus einer Gleichspannung (z. B. bei Notbeleuchtungen) erzeugt.
Die Arbeitsfrequenz der offenen Bauformen ist im Gegensatz zur Anregung mit Mikrowellen (z. B. Schwefellampe) mit ca. 250 kHz relativ niedrig. Daher und aufgrund des meist symmetrischen Aufbaues ist ein geringerer Abschirmaufwand gegen Störemissionen als bei Mikrowellen-Anregung erforderlich.
Kompakte Induktionslampen mit Arbeitsfrequenzen um 2,65 MHz besitzen einen stabförmigen, sogenannten Leistungskoppler (Spule) im Inneren. Auf ihrer Außenhülle tragen sie manchmal eine dünne, elektrisch leitfähige Schicht oder Drahtringe, um die Störabstrahlung gering zu halten. 
Induktionslampen besitzen externe oder bei kleinen Leistungen auch in die Lampe integrierte HF-Generatoren und werden mit Leistungen von 23 bis 500 Watt angeboten.
Die Lichtausbeuten betragen 60 bis 90 Lumen pro Watt, auf das tatsächlich vom menschlichen Auge wahrnehmbare Licht bezogen sind es bis zu 150 Pupil-Lumen pro Watt (sog. VEL-Wert).
Induktionslampen wurden wegen des hohen Anschaffungspreises bisher überwiegend in Bereichen eingesetzt, in denen eine hohe Zuverlässigkeit erforderlich ist und der Lampenwechsel einen sehr hohen Aufwand erfordert bzw. unmöglich ist. Es werden teilweise Lebensdauern von 100.000 Stunden und eine Wartungsfreiheit von über 10 Jahren garantiert. 
Allerdings werden die deklarierten Werte nicht immer erreicht. So installierte die Schweizerische Metropole Zürich im Jahr 1994 im Stadtgebiet versuchsweise sechs Straßenlaternen mit Induktionslampen, die dank einer nach Herstellerangaben hohen Lebensdauer im Vergleich zu anderen Lampentypen niedrigere Wartungskosten versprachen. Im Jahr 2014 wurde nach 20 Jahren Betrieb die Nichteinführung dieser Technologie beschlossen, weil die versprochene Lebensdauer die Erwartungen nicht erfüllt habe. Die Laternen sollen nach dem Aufbrauchen der noch vorhandenen, mittlerweile nicht mehr lieferbaren Ersatzteile abmontiert werden.
Induktionslampen sind ähnlich wie konventionelle Leuchtstofflampen durch Wahl der Leuchtstoffe in verschiedenen Farbtemperaturen und sehr guten Farbwiedergabeindizes erhältlich.
In österreichischen Autobahntunnels werden oder wurden mitunter Induktionslampen mit ringförmigem Glasgefäß ähnlich einer Null verwendet.

## Bauformen

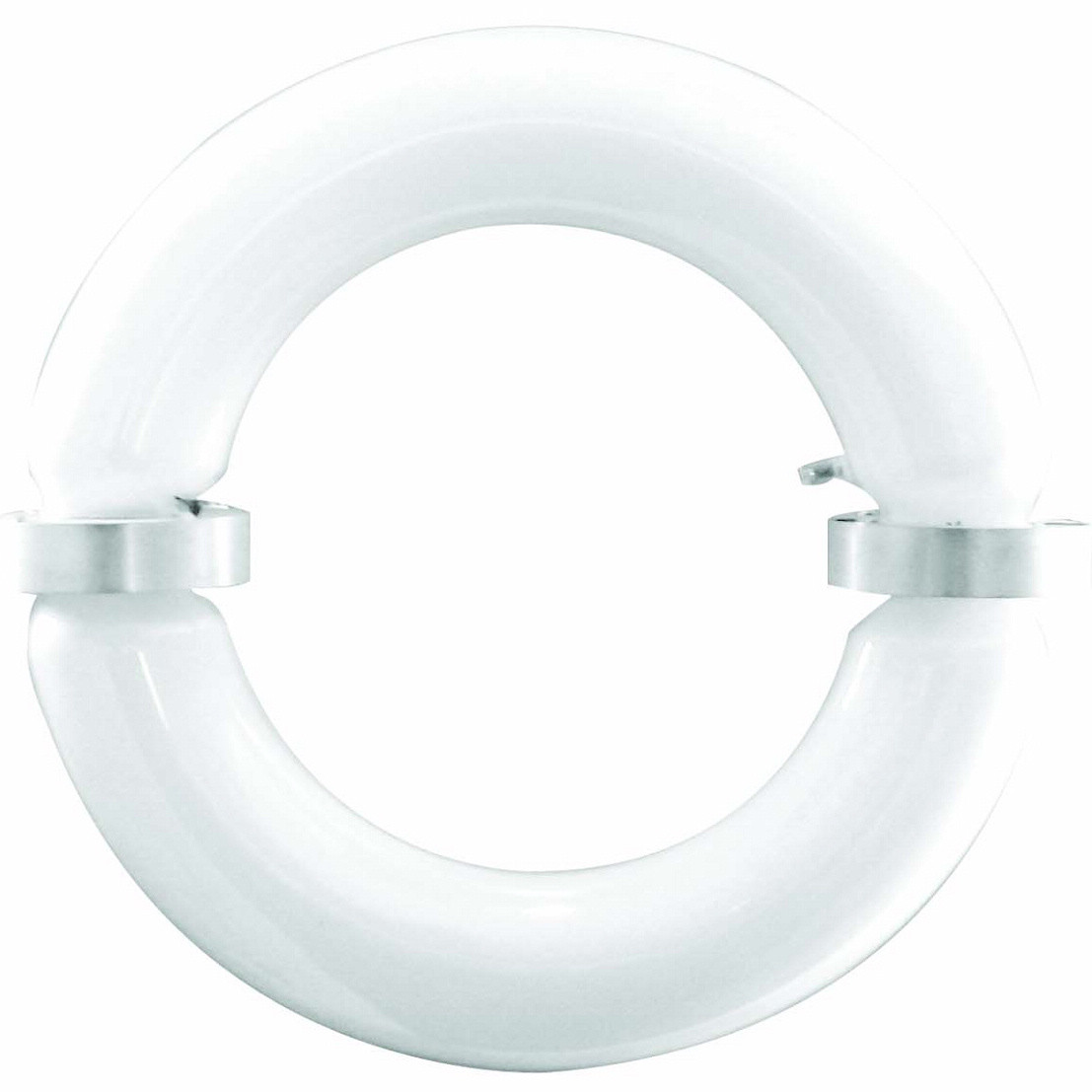
Offene Bauform

### Offene Bauform
Die speisende Wicklung bei dieser Bauform besteht aus zwei schmalen, bewickelten Ringkernen, die um die in sich geschlossene Röhre gelegten sind. Der Grundaufbau ähnelt dem eines Tokamak. Das Entladungsgefäß hat die Gestalt einer in sich geschlossenen Leuchtstofflampe mit zwei parallelen Rohren. Die Länge einer 150-Watt-Einheit beträgt etwa 500 mm.

### Kompakte Bauform
Es gibt Induktionslampen für E27- und E40-Schraubfassungen, die somit als Ersatz zu herkömmlichen Lampen einsetzbar sind. Die induktive Anregung erfolgt bei diesen Lampen durch eine zylinderförmige Spule in der Mitte des Entladungsgefäßes. Die Spule wird durch eine integrierte Elektronik oder durch einen externen Hochfrequenzgenerator gespeist.

## Vorteile und Nachteile
Vorteile
gegenüber Leuchtstofflampen sind:
- flackerfreier Sofortstart
- schaltfest, daher mit Bewegungsmeldern o. Ä. einsetzbar – auch für Sicherheitsbereiche
- hoher Lichtstrom über einen breiteren Temperaturbereich (Amalgam als Quecksilberreservoir)
- niedrigere mögliche Zündtemperatur (bei geeigneten Vorschaltgeräten bis −40 °C)
- hohe Lichtausbeute bis 120 lm/W[5] bei sehr gutem Farbwiedergabeindex
- 100.000 Betriebsstunden und mehr möglich (mehr als 10 Jahre)
- durch weitgehend natürliches Lichtspektrum verträglich für nachtaktive Insekten
- keine elektrischen Steckkontakte am Leuchtmittel, die der Korrosion ausgesetzt sind.

Nach 60.000 bzw. 70.000 Stunden sind nach Herstellerangaben noch 75 % bzw. 60 % der Lichtstärke erzielbar.
Nachteile
- oft spezielle Leuchte mit Vorschaltgerät erforderlich, oft kein zu anderen Leuchtmitteln kompatibler Sockel
- hoher Anschaffungspreis (inzwischen zu moderaten Preisen erhältlich, u. a. auch als Umrüstsatz für bestehende Leuchten)
- Leuchtmittel enthält (wie auch Leuchtstofflampen) Quecksilber – problematisch bei mechanischer Zerstörung und beim Recycling oder unsachgerechter Entsorgung.